# Katzen in der Literatur

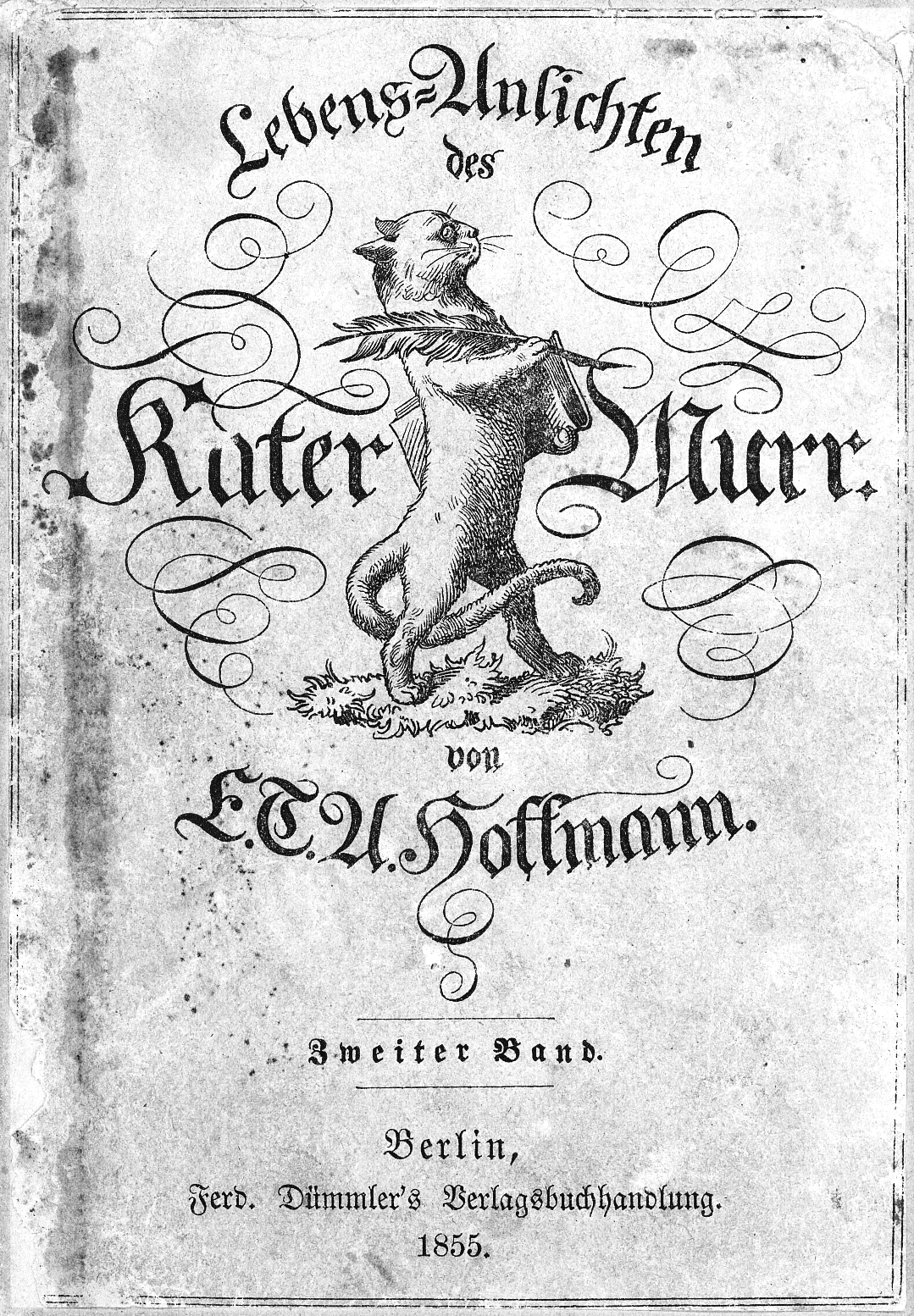
Lebens-Ansichten des Katers Murr

Katzen in der Literatur können ein Teil der Handlung sein oder die Rolle des Protagonisten spielen.

## Dichtung
Der Talmud preist die Katze und empfiehlt ihre Zucht zur Reinhaltung des Hauses.
Des tragischen Dahinscheidens von Selima, der Lieblingskatze Horace Walpoles, wird in Thomas Grays Gedicht Ode on the Death of a Favourite Cat Drowned in a Tub of Goldfishes gedacht.
In der Renaissance bekundeten Dante Alighieri, Francesco Petrarca und Torquato Tasso Sympathien für Katzen.
Der Geistliche und Schriftsteller Burkard Waldis (1490–1556) verfasste die Fabel Der Schmied und die Katze, auf die die Redensart „Alles für die Katz'“ zurückgeht.
Bei Johann Wolfgang von Goethe wird Kater Hinze von Reineke Fuchs hereingelegt.
Zu den berühmten Werken der Romantik gehören die Lebensansichten des Katers Murr. Der letzte Roman von E. T. A. Hoffmann hat eine komplexe, mehrperspektivische Handlung und ist großenteils aus der Perspektive des Katers erzählt. Er veranschaulicht das Studentenleben in Königsberg und parodiert den zeitlosen Spießer.
Die Märchen-Novelle Spiegel, das Kätzchen von Gottfried Keller dreht sich um einen Kater, den der Hunger zwingt, seinen „Schmer“ (sein Fett) einem Hexenmeister zu verkaufen. Verschlüsselt beschreibt der Katzenfreund Keller darin das Verhältnis zu seinem Verleger Eduard Vieweg.
Zu nennen sind auch die von Rudyard Kipling geschaffene Cat That Walked by Himself in einer seiner Just So Stories und die unheimliche Titelfigur der Erzählung Der schwarze Kater von Edgar Allan Poe, mit deren Hilfe ein Mörder überführt werden kann.
Katzenverehrer sind Charles Baudelaire (Le chat), Guy de Maupassant (Sur les chats) und Colette. In deren Roman Die Katze (La chatte) verlässt ein Mann seine Ehefrau wegen einer Katze.
Die von T. S. Eliots Katze „Jellylorum“ inspirierte Sammlung von Katzenversen Old Possum’s Book of Practical Cats wurde von Andrew Lloyd Webber als Grundlage von Cats verwendet.
James Joyce schrieb 1936 eine Geschichte über eine Katze, die dem Teufel auf Seelenfang einen Strich durch die Rechnung macht (The Cat and the Devil).
Natsume Sōseki betrachtet in Ich der Kater Japan, wie es sich unter westlichem Einfluss nach der Meiji-Restauration gewandelt hat.
In Katze in der leeren Wohnung beschreibt Wisława Szymborska eine Katze, die auf ihren verstorbenen Besitzer wartet.
Der wohl „größte“ Kater der Weltliteratur ist Behemoth, Assistent des Teufels in Der Meister und Margarita.

### Popkultur

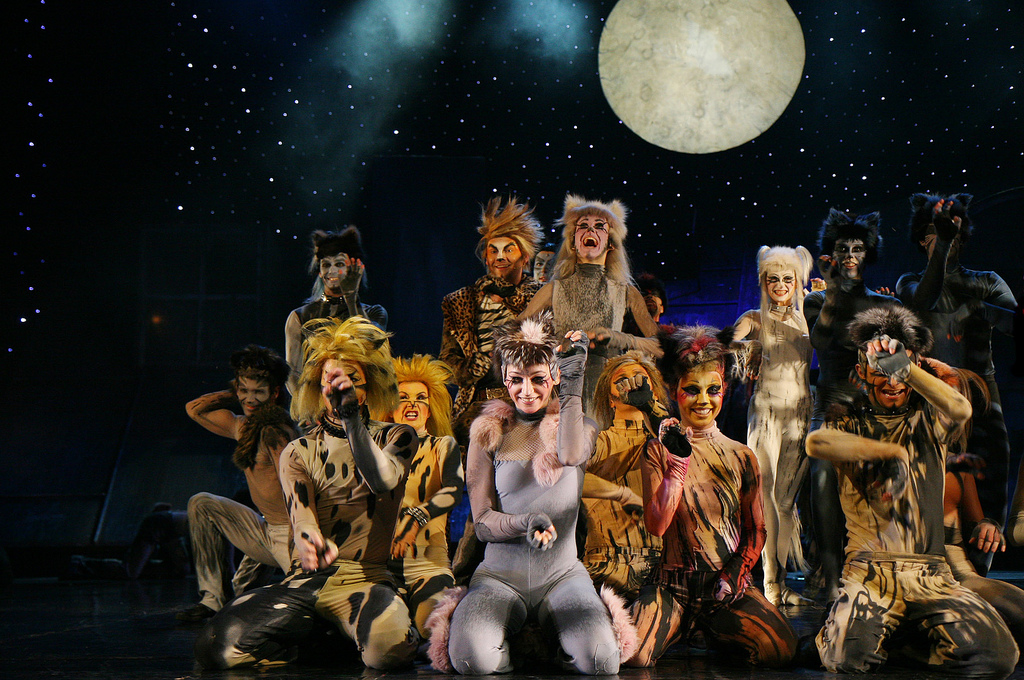
Cats

Beispiele in der heutigen Popkultur sind die mittlerweile fünfteilige Reihe Simon’s Cat von Simon Tofield. Sie besteht aus Bildbänden und schildert alltägliche Situationen mit Katzen. Die Fantasyreihe Warrior Cats des Autorinnenquartetts Erin Hunter handelt von Wildkatzen.
Wolfgang Hohlbeins Roman Katzenwinter stellt Katzen als halbintelligente, wenn nicht intelligente Wesen dar, die den Protagonisten im Kampf gegen eine dunkle Macht unterstützen. Die weibliche Hauptfigur ist ein Hybrid aus Katze und Mensch und tritt in wechselnden Gestalten auf.
Mit seiner Kurzerzählung Die Katzen von Ulthar erfand H. P. Lovecraft einen Mythos über eine bestimmte Katzengattung. Diese Geschichte und seine Traumsuche nach dem unbekannten Kadath schreiben den Katzen die Fähigkeit zu, unsichtbare Pfade zwischen den Welten zu beschreiten und dabei zwischen realer Welt und Traumreichen hin und her zu wandern. Im durch andere Autoren erweiterten Kosmos des Cthulhu-Mythos, den Lovecraft ersonnen hat, gehört die ägyptische Katzengöttin Bastet zu den sogenannten Älteren Göttern.
In der Heftromanserie Perry Rhodan hat mit der Kartanin Dao Lin H’ay, einer intelligenten Lebensform aus der Galaxis Hangay, eine katzenartige Außerirdische über mehrere Zyklen eine wichtige Nebenrolle.
Viele Beispiele für Texte mit Katzen als Protagonisten finden sich in der zeitgenössischen japanischen Literatur (dort neko bungaku genannt) – von Hiro Arikawas Satoru und das Geheimnis des Glücks: Reisebericht einer Katze (dt. 2017) über Genki Kawamuras Wenn alle Katzen von der Welt verschwänden (dt. 2018) bis hin zu Durian Sukegawas Die Katzen von Shinjuku (dt. 2021), Makoto Shinkais (zusammen mit Naruki Nagakawa) Das Geschenk eines Regentags (dt. 2021) und Sôsuke Natsukawas Die Katze, die von Büchern träumte.

### Kinderbücher

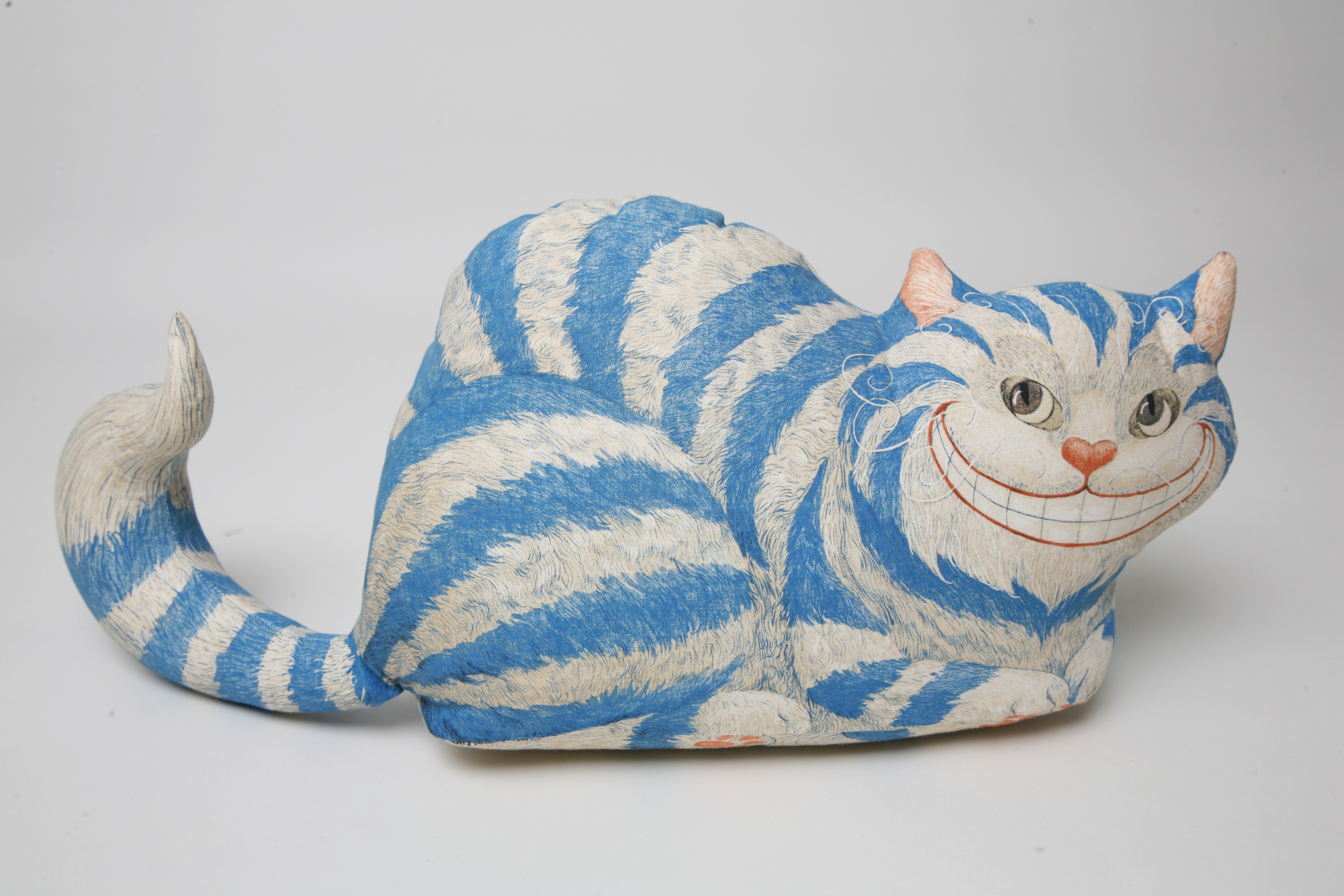
Grinsekatze

In Grimms Märchen erschien 1812 Der gestiefelte Kater. Das Märchen vom sprechenden Kater wurde mehrmals verfilmt.
Die Cheshire Cat aus dem Roman Alice im Wunderland von Lewis Carroll kann grinsen und kann sich vom Schwanz her unsichtbar machen. Am Ende ist sie ganz verschwunden, nur nicht ihr Grinsen.
Zeitgenössische deutschsprachige Kinderbücher sind Katze mit Hut und Felidae. In Felidae, Francis, Cave Canem, Das Duell, Salve Roma!, Schandtat und Felipolis von Akif Pirinçci spielen Katzen die Hauptrolle und ein Kater löst als Detektiv spannende Fälle. In diesen Büchern heißen die Katzenhalter „Dosenöffner“. Mit dem Psychologen Rolf Degen schrieb Pirinçci Das große Felidae Katzenbuch – Was sie fühlen denken lieben.
Die wohl bekannteste Katzendetektivin ist Mrs. Murphy von Rita Mae Brown und ihrer kätzischen Koautorin Sneaky Pie.
Auch bei sehr kleinen Kindern sind Bilderbücher über Katzen beliebt: Für das Pappbilderbuch Ich bin die kleine Katze erhielt Helmut Spanner 1982 den Preis Premio critici in erba, der von Kindern vergeben wird.

### Erinnerung an Katzen
Von Sarah Kirsch stammen Gedichte und Prosa zu Erlebnissen mit Katzen.
Vicki Myron beschreibt in Dewey und ich die Geschichte des Bibliothekskaters Dewey Readmore Books.

### Katzen in Sprichwörtern und Redewendungen
In vielen Sprachen und Kulturkreisen gibt es Redewendungen, Sprichwörter und Ausdrücke, die sich auf Katzen beziehen. Manche von ihnen existieren bedeutungsgleich in mehreren Sprachen. Im Deutschen gibt es unter anderem:
- Die Katze im Sack kaufen (Etwas kaufen, ohne es vorher gesehen zu haben)
- Die Katze aus dem Sack lassen (Ein Geheimnis ausplaudern, eine Neuigkeit bekanntgeben)
- Für die Katz' sein (Vergeblich/umsonst sein)
- Nur einen Katzensprung entfernt sein (relativ Nahe, nicht weit weg sein)
- Ist die Katze aus dem Haus, tanzen die Mäuse. (Wenn der, der sonst das Sagen hat, nicht da ist, machen die anderen, was sie wollen)
- Die Katze lässt das Mausen nicht. (Alte Gewohnheiten legt man in der Regel nicht ab)
- Am Katzentisch sitzen (An einem abseits gelegenen Tisch sitzen)
- Da beißt sich die Katze in den Schwanz. (Eine Sache dreht sich im Kreis).
- Mit jemandem Katz und Maus spielen (Jemanden hinhalten, jemanden im Unklaren lassen)
- Einen Kater haben (Sich nach übermäßigem Alkoholgenuss unwohl/krank fühlen)
- Eine Naschkatze sein (Gern Süßigkeiten essen)
- Bei Nacht sind alle Katzen grau. (Nachts bzw. im Dunkeln sehen alle gleich aus)
- Wie die Katze um den heißen Brei herumgehen (Sich nicht an das eigentliche Thema heranwagen)
- Katzenwäsche (Kurze, schnelles Waschen/Körperreinigung ohne viel Wasser)
- Es regnet Katzen und Hunde (andauernder Starkregen, vor allem im Englischen als It's raining cats and dogs.)

## Anthologien
Eine von Reinhard Michl illustrierte Anthologie sammelt Gedichte und kurze Geschichten über Katzen. Eine weitere Anthologie des Manesse Verlags mit Texten zum Sujet Katzen zeigt 10 farbige und 27 schwarzweiße Bilder des Künstlers Gottfried Mind.

## Zitate
„Die Menschheit läßt sich grob in zwei Gruppen einteilen: in Katzenliebhaber und in vom Leben Benachteiligte.“

„... dann die wunderbare Gabe, durch das einzige Wörtchen »Miau« Freude, Schmerz, Wonne und Entzücken, Angst und Verzweiflung, kurz alle Empfindungen und Leidenschaften auszudrücken. Was ist die Sprache der Menschen gegen dieses einfachste aller einfachen Mittel, sich verständlich zu machen!“

„Wer mit der Katze geeggt hat, weiß, wie sie zieht.“